# 도디 알파예드
도디 알파예드(Dodi Al-Fayed, 1955년 4월 15일 ~ 1997년 8월 31일)는 이집트 출신의 기업인, 영화 프로듀서이다. 백화점 해러즈, 풀럼 FC, 호텔 리츠 파리 등의 소유자인 모하메드 알파예드의 아들로, 영화 프로듀서로서는 《불의 전차》(1981), 《후크》(1991) 등을 제작했다. 이집트와 영국, 핀란드의 국적을 함께 보유했으며, 웨일스 공작부인 다이애나의 연인으로 추정되기도 하였다. 1997년 파리에서 의문의 교통사고로 숨졌다. 도디가 다이애나와 정식으로 약혼하려고 했던 것을 아버지 모하메드가 폭로하는 등, 사후에 여러 논란이 일어났다.